# Contarinia lonicerae
Contarinia lonicerae är en tvåvingeart som beskrevs av Jean-Jacques Kieffer 1909. Contarinia lonicerae ingår i släktet Contarinia och familjen gallmyggor. Inga underarter finns listade i Catalogue of Life.